# Paul Brasseau
Paul Brasseau est un homme politique français né le 21 septembre 1879 à Versailles et décédé le 27 août 1956 à Annecy (Haute-Savoie)
Fonctionnaire à la préfecture de Seine-et-Oise, il est élu sénateur en 1935 sans avoir jamais exercé de mandat auparavant. Il siège parmi les non inscrits et ne prend pas part au vote des pleins pouvoirs au Maréchal Pétain, le 10 juillet 1940.

## Sources
- « Paul Brasseau », dans le Dictionnaire des parlementaires français (1889-1940), sous la direction de Jean Jolly, PUF, 1960 [détail de l’édition]